# Krimispiel

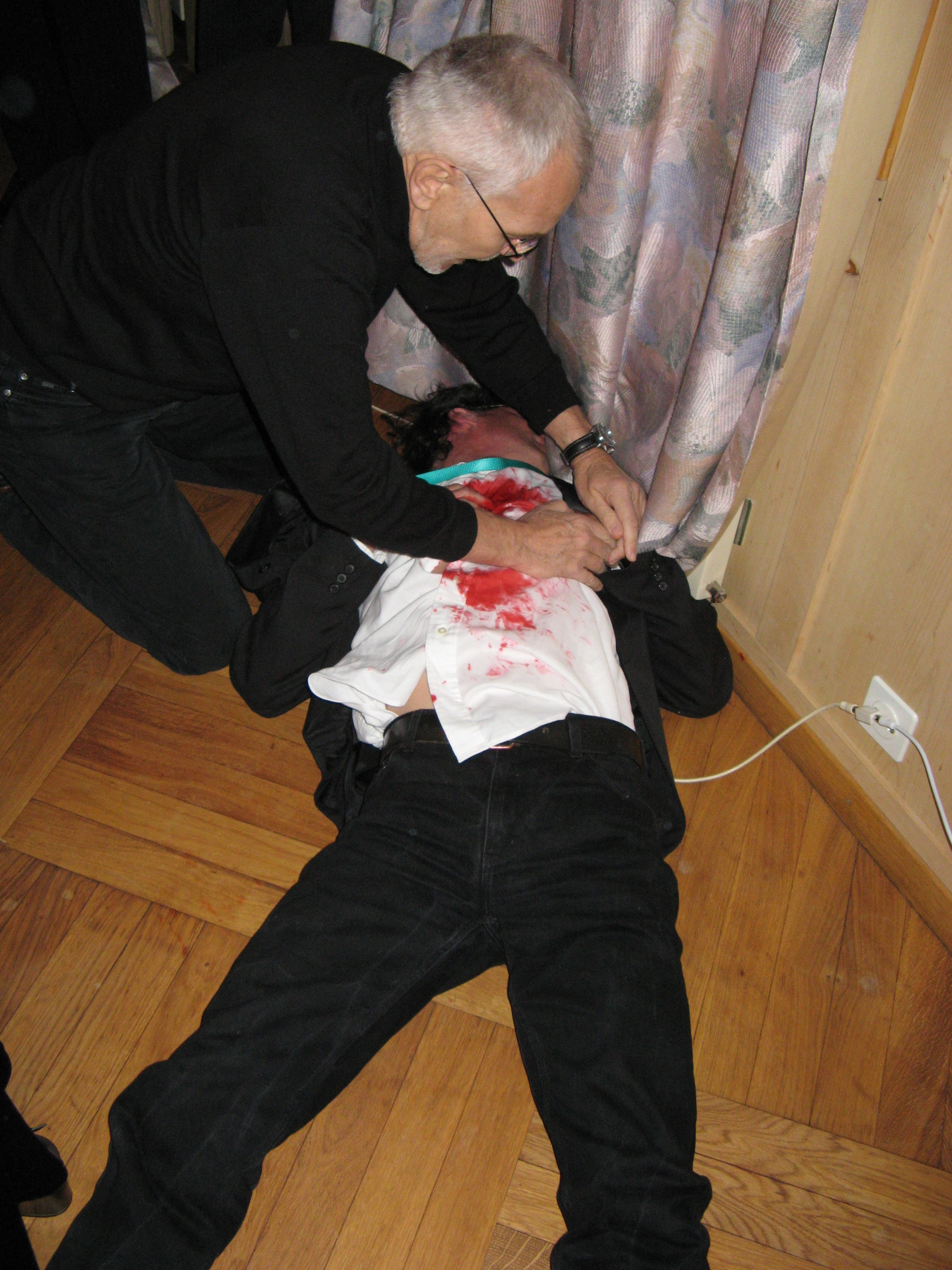
„Mordopfer“ bei einem Krimispiel

Ein Krimispiel (auch Detektivspiel, Krimiparty, Detektivparty; auf Englisch murder mystery game, murder mystery dinner, murder mystery weekend) ist ein Begriff für unterschiedliche deduktive Gesellschaftsspiele. Allen gemeinsam ist eine kriminalistische Rahmenhandlung, bei der fiktive Täter fiktive Opfer ermorden. Die Aufgabe der Teilnehmer ist es, den Fall wie der Ermittler im Krimi zu lösen.

## Einsatz/Formen
Das Krimispiel gibt es in verschiedenen Formen und lässt sich unterschiedlich einsetzen. Einerseits eignen sich diese Spiele auch für den Teambildungsprozess. Sie werden häufig für Firmenanlässe und Betriebsausflüge gebucht, um die kommunikativen Fähigkeiten, die Selbstreflexion und die sozialen Kompetenzen wie Toleranz, Neugier und Flexibilität zu schulen sowie den Zusammenhalt im Team zu bewirken. Andererseits erfreuen sich diese Spiele auch für Privatpersonen z. B. für Geburtstagspartys, Weihnachtsfeiern oder als Junggesellenabschieds-Party oder auch als Ersatz für die klassischen Stadtführungen immer größerer Beliebtheit.
Viele Krimispiele finden nicht ausschließlich in einer fiktiven oder realen Umgebung statt, sondern sie versuchen die beiden Ebenen zum Verschmelzen zu bringen und als sogenanntes augmented reality game ein umfassendes Erlebnis zu bieten. So werden bspw. die Krimispiele von Tatort Citykrimi in Deutschland und Stadt-Krimi in der Schweiz in mehreren Städten angeboten und an die jeweilige Stadt so angepasst, dass die Umgebung mit in den Fall einfließt. Dabei bieten sich als Kulissen natürlich besonders historische Stadtkerne, Burgen und alte Häuser an. Mit Videobotschaften von Zeugen und Verdächtigen sowie dem Einsatz weiterer Medien wird eine vielschichtige Krimiwelt kreiert, in welche die Teilnehmer zusehends abtauchen.

## Varianten

### Krimispiele und Fallakten für zuhause
Krimispiele und Fallakten für zuhause erfreuen sich zunehmender Beliebtheit als immersive Unterhaltungsform für Einzelpersonen, Paare und Gruppen. Sie verwandeln das eigene Wohnzimmer in einen Tatort oder ein Ermittlungsbüro und fordern die Spieler heraus, knifflige Fälle durch logisches Denken, Kombinationsgabe und Teamwork zu lösen.
Das Konzept dieser Spiele variiert, doch im Kern geht es darum, eine vorliegende Sammlung von Beweismitteln, Zeugenaussagen und Indizien – oft in Form einer "Fallakte" – zu analysieren. Spieler sichten Dokumente, entschlüsseln Codes, interpretieren Fotos und versuchen, die Puzzleteile zusammenzusetzen, um einen Täter zu identifizieren, ein Motiv zu entschlüsseln oder ein Verbrechen aufzuklären.
Der Markt für diese Art von Spielen ist vielfältig und wächst stetig. Mehrere Anbieter haben sich auf unterschiedliche Schwerpunkte spezialisiert:
- Hidden Games bietet interaktive App Unterstützte Detektivspiele an, die oft durch eine Mischung aus physischen Dokumenten und digitalen Elementen wie Online-Recherchen oder Videobotschaften das Spielerlebnis bereichern. Der Anbieter ist bekannt für seine große Bandbreite an Fällen und Übersetzungen in mehreren Sprachen.
- MAGNIFICUM legt den Fokus auf tiefgehende Storys mit lückenloser Logik und hochwertigem, detailgetreuem Material. Die Spiele zeichnen sich durch eine längere Spieldauer aus, die ein intensives Ermittlungserlebnis ermöglicht. Sie bieten komplexe Fallakten mit Ermittlungsunterlagen und Beweismitteln, die sich natürlich anfühlen und eine wiederverwendbare, nachhaltige Spielweise unterstützen. Das Angebot reicht von Einsteigerfällen bis zu anspruchsvollen Serien.
- Crime Time ist ein weiterer Akteur in diesem Genre, der ebenfalls Wert auf packende Kriminalfälle legt, die zu Hause gelöst werden können. Auch hier stehen die Aufklärung eines Verbrechens und das Zusammentragen von Indizien im Vordergrund, wobei der Fokus auf spannenden narrativen Elementen liegt.

Viele dieser Spiele eignen sich hervorragend für gesellige Abende mit Freunden oder der Familie, da sie Kooperation und Kommunikation fördern. Die Vielfalt an Themen, Schwierigkeitsgraden und Spielkonzepten ermöglicht es, für nahezu jeden Geschmack und jede Gruppengröße das passende Krimispiel mit Fallakte für zuhause zu finden.

### Reines Rollenspiel
Bei dieser Variante müssen alle Teilnehmer vorgegebene Rollen in einem Kriminalfall übernehmen. Im Normalfall, wie bei den meisten Krimis, besteht die Handlung in der Aufklärung eines Mordfalls oder Mordversuchs. Jeder spielt die Rolle eines Verdächtigen, mindestens einer ist auch der Mörder. Die Rollen, die Motive und die Handlung sind als Skript vorgegeben und werden den Teilnehmern meist in Form von schriftlichen Hinweisen verteilt. Je nach Spiel gibt es verschiedene Spielrunden, in denen die Spieler sich in ihrer Rolle miteinander unterhalten und sich dabei gegenseitig ins Kreuzverhör nehmen. In jeder Runde erhalten die Mitspieler unterschiedliche Hinweise; dies können Hinweise in Textform sein, aber beispielsweise auch Fotos, Bilder, Dokumente. Alle Spieler – außer dem Täter – dürfen nicht lügen. Wenn einer der Mitspieler einen für ihn ungünstigen Hinweis über die eigene Rolle verraten muss, darf er den Hinweis verharmlosen oder den Charakter der anklagenden Figur anschwärzen, aber er muss die Wahrheit sagen. Interessant wird das Spiel dann, wenn die Mitspieler möglichst treffend ihre Rolle verkörpern. Das Spiel endet damit, dass alle Mitspieler ihre Theorie über den Täter angeben dürfen. Danach folgt eine Lösungsrunde, in der die Lösung des Falls verraten wird.
Bekannt wurde diese Form der Krimispiele in den 1980er Jahren, als der Verlag Schmidt Spiele in der Reihe Krimi Party Krimispiele vertrieb, dies aber nach einigen Jahren wieder einstellte. Auch der Dumont Verlag Köln brachte zu dieser Zeit vier Spiele heraus (Eine Leiche zum Souper), ebenso Manuel Lorenz und Kai v. Schauroth unter dem Titel Silvesterexpress und der ASS-Verlag (Täter unter uns). Zuvor war diese Spielform bereits in Großbritannien sehr erfolgreich, wo sich zahlreiche Anbieter sogenannter „Murder Mystery Dinner“ am Markt etabliert haben.
Das Interesse ebbte ab, bis 2002 der Freeform Form Games LLP drei englischsprachige Spiele herausbrachte, die ins Deutsche  übersetzt wurden. 2003 strahlte Sat.1 die Spielshow Cluedo aus, die auf dem gleichnamigen Spiel basierte, das bereits 1949 erstmals veröffentlicht wurde. Ein deutscher Student bot zudem das selbst entwickelte Krimispiel Mord im Leuchtturm kostenlos im Netz an. Weitere Verlage veröffentlichen seit 2004 neue Fälle: Krimi total, Kupferberg Kreativ, Blaubart Verlag (Mörderische Dinnerparty), Samhain Verlag, tischkrimi, Krimi-Küche, Tatort Wohnzimmer, Krimi Mysterium, Culinario Mortale, krimifabrik, Cocolino Spieleverlag, Mordsappetit Krimidinner und Parameter B. Bei den Fällen des Blaubart-Verlags, Mordsappetit Krimidinner sowie der krimifabrik weiß am Anfang des Spiels keiner der Spieler, wer der Mörder ist. Auch der Täter selbst bekommt erst kurz vor Auflösung des Falls am Ende des Spiels den Hinweis, dass er der Täter ist, und muss dann gezielt versuchen, den Verdacht auf eine andere Person zu lenken. Bei anderen Krimispielen weiß der Mörder hingegen von Beginn an, dass er der Täter ist und als solcher lügen darf. Während bei manchen Spielen die Texte zum Teil vorgeschlagen sind (Blaubart-Verlag), steht bei anderen Spielen wie z. B. Krimi Mysterium, Krimi total und Culinario Mortale, das freie Diskutieren im Vordergrund.
Im bereits 1953 erschienen Knaurs Spielbuch ist ein Spiel namens Mörder und Detektiv als ein Konversationsspiel gelistet, das sich mit der Altersangabe ab 15 und der Teilnehmerzahl zehn an Jugendgruppen mit Spielleiter richtet. Viel Platz im Raum und Dunkelheit sind erforderlich, um einen per Zufall bestimmten Mörder ein Opfer suchen zu lassen und nach dessen Todesschrei der hereinstürzende Detektiv alle Teilnehmer zum Tathergang befragt. Alle außer dem Mörder müssen in ihren Aussagen die Wahrheit sagen.
Die Krimispiele sind teilweise sehr aufwendig gestaltet. Eine entgegengesetzte Richtung schlagen die Krimispiele ein, die in Buchform veröffentlicht werden, wie z. B. die Reihe Krimiparty-Reihe des Verlags EPV Hattingen. Hier werden mehrere Kriminalfälle zum Nachspielen in einem Buch zusammengefasst. Die Ausstattung ist, verglichen mit anderen Anbietern, sehr reduziert. Dies spiegelt sich jedoch auch im Preis wider.

### Mischformen
Mischformen des Krimispiels mixen die theatralische Rahmenhandlung nach Drehbuch und das Rollenspiel bewusst.

### Privates Krimidinner für zu Hause
Ein privates Krimidinner ist eine Form des Gesellschaftsspiels, bei dem ein fiktiver Kriminalfall in geselliger Runde, typischerweise im Rahmen eines Abendessens, aufgeklärt wird. Die Veranstaltung findet in privater Umgebung, meist zu Hause, statt und wird von einem Gastgeber organisiert. Dieser bereitet ein thematisch abgestimmtes Menü vor, beispielsweise zu einem Piratenkrimi, einem Mafiamord oder einer Vampirgeschichte, wobei ein beiliegendes Rezeptheft als Orientierung dient. Auch Dekoration und Atmosphäre werden passend zum gewählten Szenario gestaltet.
Die Gäste erhalten im Vorfeld fest zugewiesene Rollen und schlüpfen am Abend des Krimidinners in ihre Figuren. Das Spiel verläuft in mehreren Runden, in denen Hinweise verteilt und gegenseitige Befragungen durchgeführt werden, um den Täter zu entlarven. Eine der teilnehmenden Personen verkörpert den Täter und versucht, den Verdacht von sich abzulenken. Zwischen den Spielabschnitten werden die Speisen serviert.
Zum Abschluss präsentieren die Teilnehmenden ihre Theorien zu Täter, Tatwaffe und Tathergang. Als Gewinner gelten entweder die Spielerinnen und Spieler, die den Täter korrekt identifizieren konnten, oder der Täter selbst, sofern er unentdeckt bleibt. 

#### Krimi-Dinner
Ein Krimi-Dinner (auch Dinner-Krimi) ist eine Form der Erlebnisgastronomie. Dabei sind die Gäste während eines mehrgängigen Abendessens Teil eines Krimispiels. Der Grad der Interaktion kann je nach Anbieter variieren: Während die Zuschauer bei manchen Krimi-Dinners selbst eine aktive Rolle in dem Spiel übernehmen, sind sie in anderen Fällen lediglich Zuschauer. Inzwischen gibt es in Deutschland um die 80 Anbieter, die exklusive oder öffentliche Veranstaltungen ausrichten. In Österreich begannen die Brüder Michael und Robert Kremnitzer schon im Jahr 2000 mit den ersten Abendessen unter der Marke Dinner & Crime. Auch in der Schweiz erfreuen sich Krimi-Dinner immer größerer Beliebtheit, von denen DinnerKrimi by Peter Denlo (Zürich), Mord an Bord (Basel) und die Krimi-Dinner des Theatervereins AVANTT zu den erfolgreichsten gehören. Unterschiede bestehen in Preis und Qualität; inhaltlich reicht es von Slapstick bis zu kniffligen Fällen, die intensive Recherche benötigen.

#### Impro-Krimidinner
Im Gegensatz zum inszenierten Krimi-Dinner, welches einem Drehbuch folgt, arbeitet das Impro-Krimidinner mit Improvisation und schlägt damit eine kurzweilige Brücke zum Live Action Role Playing. Das Restaurant wird zur Bühne und der Gast ist somit zugleich Zuschauer und Statist. Jeder Fall ist einzigartig und generiert sich aus den Vorgaben der Teilnehmer. Das Impro-Krimidinner verlangt den Zuschauern hierbei ab, die einmal festgelegten Vorgaben als Realität des eigenen „Kopfkinos“ zu akzeptieren.

#### Mystery-Weekend
Seit 2013 findet im Schweizerischen Berner Oberland jährlich über das Pfingstwochenende das interaktive Krimispiel Tatort Jungfrau statt. Von Samstag bis Pfingstmontag suchen dabei jeweils über 500 Teilnehmer am Fuße von Eiger, Mönch und Jungfrau nach einem Mörder. Schauspieler mimen die Verdächtigen und an rund 50 Stationen gibt es Indizien zu finden. Organisiert wird dieser Event von Peter Denlo, der seit 2015 auch die kleineren WeekendKrimis (von Freitag bis Sonntag) in Hotels produziert.
In der Schweiz wurden Krimispiele als sogenannte Mystery Weekends von 1993 bis 2012 vom Spieleerfinder Urs Hostettler durchgeführt. In ähnlicher Form ab 2015 auch von Nathalie J. Sameli. Dies sind Spiele, die von Freitag bis Sonntag stattfinden. Die Besucher dürfen Rollen selbst definieren und vorgängig mit der Spielleitung absprechen, damit sie passend ins Geschehen integriert werden. Ebenso lebt das Wochenende von Improvisationen der Besucher. Es gibt aber eine fixe Rahmenhandlung nach Drehbuch mit verschiedenen Mordopfern und Verdächtigen. Ebenso ermittelt eine fiktive Polizei. Obwohl die veröffentlichten Fakten der Polizei immer stimmig sind, ist sie selbst nicht imstande, den Fall korrekt aufzulösen. Am Samstagabend ist das Spiel zu Ende und die Besucher dürfen dann ca. eine Stunde lang eine Lösung des Falles aufschreiben und der Spielleitung abgeben. Am nächsten Morgen wird dann ein Sieger bestimmt. Das ist eine Einzelperson oder eine Gruppe, die der echten Lösung am nächsten gekommen ist. Alle Fälle sind grundsätzlich logisch aufgebaut und dadurch beweisbar.
Auch in Deutschland gibt es diese Krimiwochenenden. Es werden einzelne Tage und Wochenenden angeboten. Der Fall wird in Teams gelöst.

#### Krimi-Festivals
Im Ruhrgebiet findet zudem alljährlich das Krimifestival Mord am Hellweg statt, zu dessen Programm Autorenlesungen, Aufführungen und Krimispiele und -Dinner zum Beispiel an Bord und Ausflugsschiffen gehören.

#### Krimispiele als Live Alternate Reality Games
Ein Live Alternate Reality Game (LARG) ist eine Mischform aus Liverollenspiel (LARP) und Alternate Reality Game (ARG). Es ist eine neue Form des Erlebnis-Events, bei der die Grenze zwischen Realität und Spiel verschwimmt. Dies kann so weit gehen, dass die Teilnehmer nicht mehr wissen, ob sie sich nun gerade in einer echten oder in einer vom Veranstalter zu diesem Zweck erschaffenen Situation befinden. LARGs spielen oft im Krimi- oder Spionage-Genre, etwa mit dem Ziel, eine geheime Mission zu erfüllen, Doppelagenten zu enttarnen oder eine Straftat aufzudecken.
Der Spielfilm The Game mit Michael Douglas demonstrierte dieses Prinzip 1997 recht eindrucksvoll: Als Geschenk von seinem Bruder stimmt der wohlhabende Geschäftsmann van Orton einem Abenteuerspiel zu, das sein gelangweiltes Leben verändern soll. Schnell entpuppt sich dieses angebliche Spiel als gefährliche Verschwörung, bei der van Orton bedroht, beraubt und gejagt wird und schließlich um sein Leben kämpfen muss. Erst ganz am Ende des Films wird klar, dass dies alles tatsächlich nur Teil eines aufwendig geplanten und umgesetzten Spiels, eines LARG war.

### Krimi- und Detektivspiele als Gesellschaftsspiel
Krimi- und Detektivspiele gibt es neben der Form als reines Rollenspiel auch als Gesellschaftsspiel, z. B. in Form eines Kartenspiel oder Brettspiel. Bekannte Beispiele hierfür sind Cluedo, Wer war’s?, Scotland Yard, Black Stories und Mafia. Während viele Krimispiele sich an Erwachsene und Jugendliche richten, sind Spiele wie Mord im Dunkeln für ein jüngeres Publikum ausgelegt. Dies spiegelt sich unter anderem in einem einfacher verständlichen Spielprinzip und kinderfreundlicheren Kriminalthemen wider. Darüber hinaus gibt es für Kinder auch ein Detektivspiel mit Ermittlungen am Tatort. Hierbei agieren bis zu acht Kinder an einem Tatort mit einem echten Privatdetektiv zusammen. Der Tatort ist altersgerecht aufgebaut. Geeignet für Kinder zwischen 8 und 12 Jahren. Bei dieser Variante des Detektivspiels ist Teamarbeit gefragt. Nur so werden einzelne Aufgaben und Rätsel gelöst. Solch ein Detektivspiel wird in den meisten Fällen für einen Detektiv Geburtstag am Tatort genutzt.

### Krimi- und Detektivspiele als Computerspiel
Abseits des Live Alternate Reality Game gibt es auch Computerspiele, in denen der Spieler in die Rolle eines Detektivs oder Ermittlers schlüpft und Kriminalfälle auflösen muss. Meist werden dabei Rätsel in Form eines Point-and-Click-Adventure gelöst und Befragungen mit Nicht-Spieler-Charaktern durchgeführt, um die Fälle aufzuklären. In einigen Spielen mit einem Horror-Szenario fließen außerdem Elemente aus den Genre Survival Horror  mit ein. In einigen Spielen wird der Spieler auch zum Geheimagenten oder es kommt zu viel Action, so dass es auch Einflüsse aus dem Shooter-Genre geben kann. Bekannte Krimispiele sind Ace Attorney, CSI, Professor Layton, Sherlock Holmes, Heavy Rain, Fahrenheit, Her Story und Criminal Case.